# Foreste sempreverdi di Madera
Le foreste sempreverdi di Madeira sono un'ecoregione dell'ecozona paleartica (codice ecoregione: PA0425).

## Territorio
L'ecoregione comprende le isole di Madera, Porto Santo, isole Desertas e isole Salvagens.

## Flora
L'ecoregione ospita una tipologia di foresta sempreverde tipica di Madera e delle isole Canarie, nota come laurisilva, così chiamata per la predominanza di specie della famiglia delle Lauracee. È il residuo di una vegetazione che originariamente copriva buona parte del bacino del Mediterraneo, prima di scomparire a seguito dei cambiamenti climatici verificatisi nel Quaternario. Tra le specie che costituiscono la canopia della foresta ci sono Apollonias barbujana, Laurus azorica, Ocotea foetens e Persea indica. Tra i numerosi endemismi presenti nel sottobosco possono essere citati Cerastium vagans, Armeria maderensis, Goodyera macrophylla,  Crambe fruticosa, Matthiola maderensis, Sinapidendron angustifolium, Cytisus maderensis, Senecio maderensis, Phalaris maderensis, Pittosporum coriaceum e Musschia wollastonii.

## Fauna
Nell'ecoregione sono state censite oltre quaranta specie di uccelli nidificanti tra cui due specie endemiche: il petrello di Madera (Pterodroma madeira) e la colomba di Madera (Columba trocaz).

## Conservazione

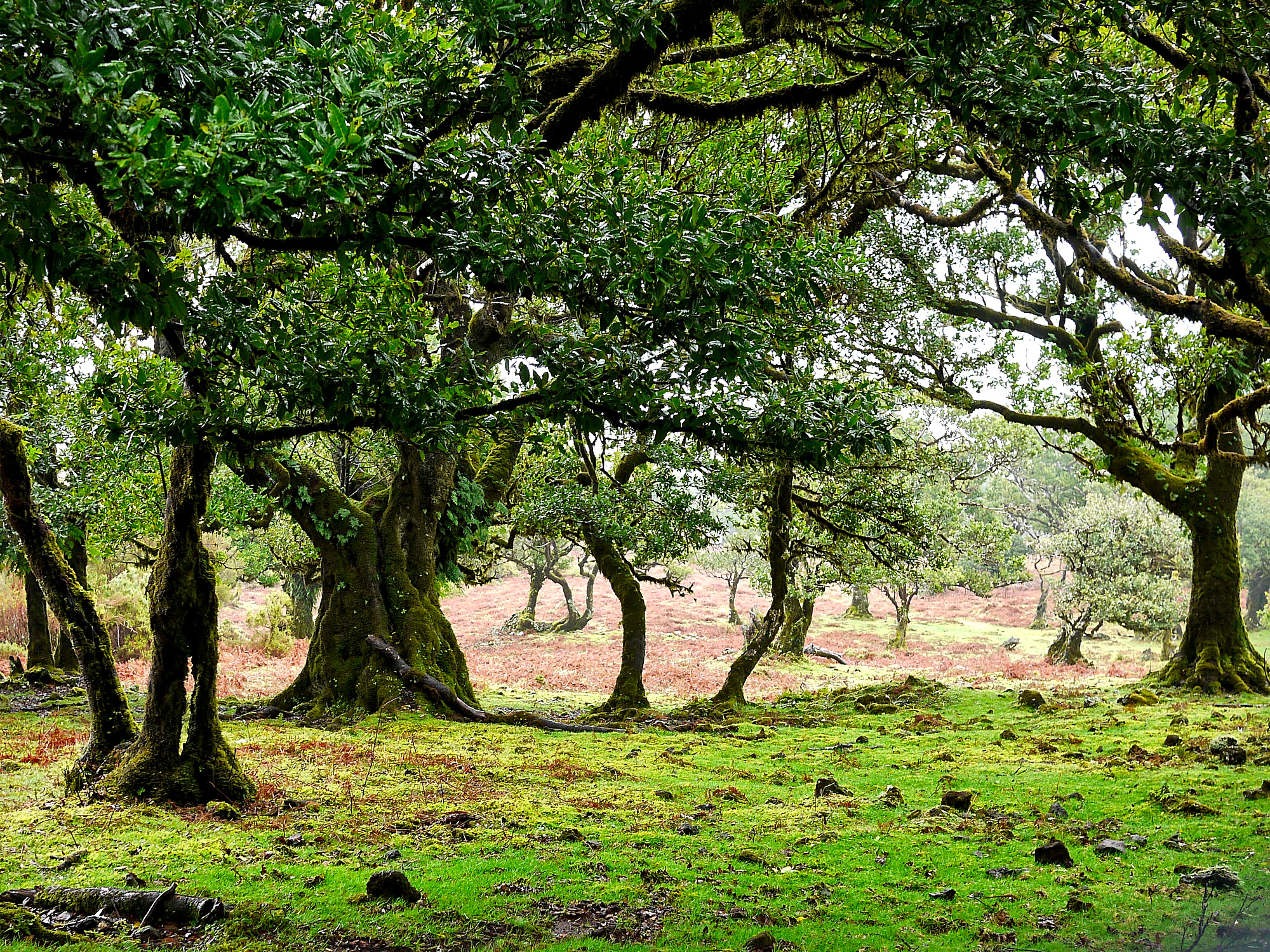
La laurisilva su Madera

La laurisilva di Madera è stata dichiarata patrimonio dell'umanità dall'UNESCO nel 1999. La foresta ricopre attualmente circa 16 % della superficie di Madera, e ricade interamente all'interno del Parco naturale di Madera.